# Ford Taurus
Ford Taurus (произносится «Форд Торэс»; в России обычно читается как «Таурус») — автомобиль производства Ford Motor Company, США.
Впервые представленный в декабре 1985 года, Taurus производится более 25 лет, являясь одной из старейших моделей в линейке Ford.
Также существует версия, выпускавшаяся под брендом Mercury («Sable», 1986—2005; 2008—2009) и «заряженный» вариант — Ford Taurus SHO (Super High Output, 1989—1999; 2010 — настоящее время). Изначально, Taurus был среднеразмерным переднеприводным седаном, сейчас же он обладает полноразмерным кузовом и передним или полным приводом на выбор.
Появление Ford Taurus внесло большой вклад в развитие автомобильного дизайна и индустрии в целом, став своего рода вехой. С момента запуска в 1986 году по всему миру было продано более 7 млн этих автомобилей (7 397 595 на 31.03.2009). Это делает Taurus пятым среди автомобилей-бестселлеров от Ford, только F-150, Escort, Model T и Mustang могут похвастаться бо́льшими продажами. Между 1992 и 1997 гг. Taurus был самой продаваемой машиной в США, уступив первенство лишь в 1997 году Тойоте Camry.
В конце 1990-х — начале 2000-х Taurus был вытеснен с рынка японскими среднеразмерными седанами, поэтому Ford решил сосредоточиться на выпуске кроссоверов и комфортабельных внедорожников, и 26 октября 2006 года Taurus был снят с производства. Было решено заменить модель новыми полноразмерным и среднеразмерным седанами Ford Five Hundred и Ford Fusion (версия для американского рынка).
Тем не менее, через несколько месяцев было принято решение возродить модель, переименовав в неё рестайлинговые версии Ford Five Hundred и Ford Freestyle (Taurus и Taurus X соответственно).
Производство кроссовера Ford Taurus X было завершено 27 февраля 2009 в связи с низкими продажами. Mercury Sable прекратили выпускать 21 мая 2009. Выпуск шестого поколения Taurus начался 15 июня 2009 года.

## Первое поколение

Ford Taurus GL 1985 года

Производство первого поколения Ford Taurus началось в 1985 г. как модели 1986 г., выйдя на замену устаревшему и плохо продающемуся Ford LTD (полноразмерный Ford LTD Crown Victoria стал отдельной машиной в модельном ряду). До начала выпуска Taurus, в Ford отдавали предпочтение заднеприводной компоновке, в то время как Chrysler и General Motors начали расширять список переднеприводных автомобилей. С выходом Tempo, Ford начал завоевывать рынок машин с передним приводом, а Taurus закрепил успех. Из-за кузова, имевшего округлую форму, Taurus часто называли «летающей картофелиной». Такой дизайн был навеян тогда недавно вышедшей Audi 100 и Ford Tempo. Хорошая аэродинамика позволила снизить потребление горючего, согласно ужесточившимся стандартам топливопотребления (CAFE), принятым правительством США. Успех машины на рынке привел к революции автомобильного дизайна в Соединенных Штатах; Chrysler и General Motors также выпустили модели с подобной аэродинамикой, пытаясь повторить успех Taurus’а.
Как в области дизайна, так и в сфере автомобильного интерьера, Taurus совершил прорыв. Многие идеи, воплощенные в этом автомобиле, находят применение и по сей день. Салон был удобен для пользователя, позволяя регулировать и отслеживать практически все приборы, не отвлекаясь от дороги. Все необходимые кнопки и датчики находились посередине приборной панели, чтобы не отвлекать внимание водителя, находясь при этом под рукой. Левая часть панели также была полна регуляторов, с одной стороны, для удобства водителя, а с другой, для создания эффекта «кабины самолета». Тем не менее, пассажирам управлять приборами было также легко.
Интерьер был спроектирован так, что каждый мог подстроить его под себя, предлагая большое количество опций и 3 комплектации на выбор. Это означает, что в зависимости от потребностей, покупатель мог выбрать салон от «спартанского» до максимально комфортабельного и представительного. Также для моделей с автоматической коробкой передач было доступно 3 вида обустройства передней части салона (для версий с МКПП предоставлялся лишь 1 вариант).
Первая модель Taurus была горячо встречена публикой и критиками. Машина выиграла множество престижных наград, в том числе и звание «Автомобильный тренд года». За 1986 г. было продано 200 000 автомобилей, а в 1989 г. был куплен миллионный Taurus. В целом, с 1986 по 1991 было продано более 2 000 000 машин.
Существовала версия первого поколения Taurus с 2,5 л двигателем «MT5», который был не доступен для Mercury Sable. Автомобили, укомплектованные этим двигателем, имели специальное обозначение-значок на передних крыльях.

## Второе поколение

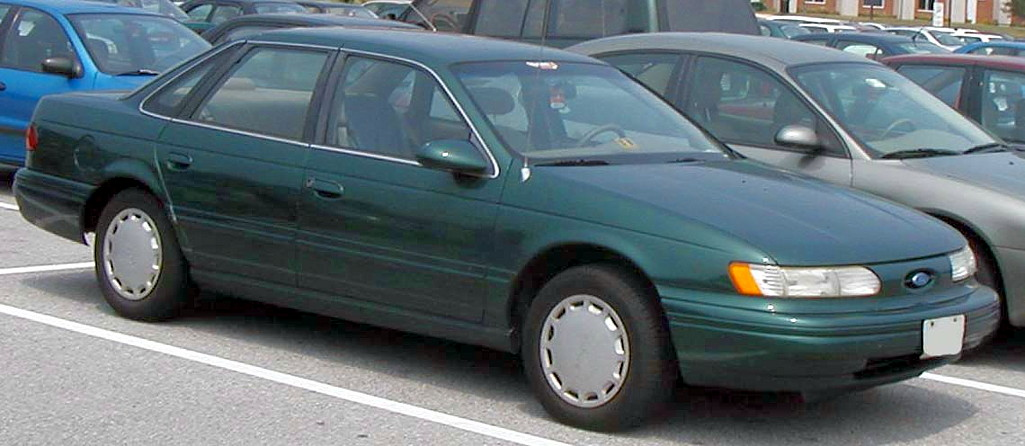
Ford Taurus, модель 1992—1995 годов

Ford Taurus был впервые косметически обновлён в 1992 году. Автомобили модели Ford Taurus выпускались с кузовами седан и универсал.Основным функциональным изменением было избавление во втором поколении от механической коробки передач и четырёхцилиндрового двигателя. Все модели второго поколения (за исключением Taurus SHO) стали выпускаться с автоматической коробкой передач и шестицилиндровым двигателем объёмом 3,0 и 3,8 литров. Длина была увеличена на несколько дюймов; модели второго поколения стали весить на несколько сот фунтов больше. Дизайн всех панелей, за исключением дверных, был изменён. Также, впервые седаны были оборудованы подушкой безопасности со стороны пассажира. Данное новшество стало стандартом для моделей Taurus с 1994 года, что сделало Taurus первым в мире автомобилем, использующим подушки безопасности как для водителя, так и для пассажира. Главным новшеством в стиле автомобиля стали узкие фары.Выпуск закончился в 1995 году, всего было выпущено 1 400 000 автомобилей.

## Третье поколение
Модель Ford Taurus третьего поколения выпускалась в США с 1995 по 1999 годы. Автомобиль производился с кузовами седан и универсал. Автомобиль оснащался 6-цилиндровым двигателем объёмом 3,0 литра (202 л. с.) в сочетании с 4-ступенчатой автоматической коробкой передач. В 1998 году для модели Ford Taurus стала впервые доступна система предотвращения пробуксовки колёс при движении. 

## Четвёртое поколение
Модель Ford Taurus четвёртого поколения выпускалась с 1999 года. Машина оснащалась двигателем объёмом 3,0 литра. Конструкция была аналогом предыдущей модели, автомобиль отличался обновлённым дизайном, а также дополнительными подушками безопасности. В 2003 году в интерьере модели появились элементы из атласа, кожи и дерева. В 2006 году выпуск прекратился, появился седан Five Hundred.

## Пятое поколение
Модель Ford Taurus пятого поколения выпускалась с 2007 по 2009 годы. Изначально модель была названа Five Hundred, затем производители вновь вернулись к привычному Ford Taurus. Автомобили производились с типом кузова седан, оснащались 6-цилиндровым двигателем объёмом 3,5 литра и предлагались с передним или полным приводом.

## Шестое поколение
Шестое поколение полноразмерного седана Ford Taurus дебютировало в 2009 году. Базовая версия автомобиля оснащается турбомотором объёмом 2,0 литра EcoBoost (240 л. с.) и двигателем V6 объёмом 3,5 литра Cyclone (294 л. с.). Полноприводная версия Ford Taurus SHO оснащена 3,5-литровой «шестеркой» EcoBoost с турбонаддувом (370 л. с.).
Восточный Taurus дебютировал в 2015 году, в его основе лежит платформа Ford Mondeo. В результате модернизации остался двигатель объёмом 2,0 литра Ecoboost (245 л. с.), а крутящий момент увеличен с 350 до 390 Нм.

## Продажи
| Рынок | 1986    | 1987 | 1988 | 1989 | 1990 | 1991    | 1992    | 1993    | 1994    | 1995    | 1996    | 1997    | 1998    | 1999    | 2000    | 2001    | 2002    | 2003    | 2004    | 2005    | 2006    | 2007   | 2008   | 2009   | 2010   | 2011   | 2012   |
| ----- | ------- | ---- | ---- | ---- | ---- | ------- | ------- | ------- | ------- | ------- | ------- | ------- | ------- | ------- | ------- | ------- | ------- | ------- | ------- | ------- | ------- | ------ | ------ | ------ | ------ | ------ | ------ |
| США   | 263,450 | н/д  | н/д  | н/д  | н/д  | 355 656 | 409 751 | 360 448 | 397 037 | 366 266 | 401 049 | 357 000 | 371 074 | 368 327 | 382 035 | 353 560 | 332 690 | 300 496 | 248 148 | 196 919 | 174 803 | 68 178 | 52 667 | 45 617 | 68 859 | 63 526 | 66 066 |